# 美村路
美村路為臺灣臺中市的重要道路，路名來自冷戰時期駐台美軍眷村。路線大致呈C型，共分兩段，北起臺灣大道口接健行路；向南沿伸，過復興路口後，方向漸向東南轉東，於中興大學西側終止於興大路。

## 車道配置
- 一段：
  - 臺灣大道－五權西路段：雙向四車道
- 二段：
  - 五權西路－復興路：降為雙車道
  - 復興路－興大路：雙向四車道，復興路至南平路間亦有中央安全島的設置。

## 行經行政區域
（由南至東）
- 西區
- 南區

## 分段
- 一段：臺灣大道二段－南屯路一段
- 二段：南屯路一段－興大路

## 本道路客運
臺中市公車
- 本表更新時間為2015年12月26日。

| 編號 | 業者                       | 路線                       | 行駛區間                        |
| ---- | -------------------------- | -------------------------- | ------------------------------- |
| 11   | 台中客運 豐原客運 全航客運 | 臺中火車站環線             | 五權西路－公益路                |
| 23   | 統聯客運                   | 中清同榮路口－市立大里高中 | 公益路－南屯路 五權南路－興大路 |
| 33   | 台中客運                   | 僑光科技大學－高鐵臺中站   | 興大路－美村南路                |
| 60   | 台中客運                   | 坪頂－大智公園             | 南屯路－復興路                  |
| 71   | 台中客運                   | 植物園－台中洲際棒球場     | 臺灣大道－五權西路              |
| 72   | 台中客運                   | 嶺東科技大學－慈濟醫院     | 公益路－臺灣大道                |
| 89   | 豐榮客運                   | 嶺東科技大學－東門橋       | 向上路－五權西路                |

## 沿線設施
（由北到東）
| | |
| （往北接健行路） 一段 臺灣大道二段（臺灣大道幹線公車科博館站） - 廣三SOGO百貨 公益路 - 范特喜微創文化綠光計畫 - 好樂迪美村店 向上路一段 - 星巴克向上門市 - 審計新村368文創園區 民生路 - 臺中市立向上國民中學 - 國立台灣美術館 五權西路一段 梅川 南屯路一段 | 二段 - 崇倫公園 柳川 三民西路 建國北路 台鐵台中線高架橋 建國南路 - 合作金庫銀行美村分行 復興路一段 - 臺中市立四育國民中學 - 臺中市南區信義國民小學 五權南路 綠川 - 興大園道 - 國立中興大學 |